# Wormaldia ikizdere
Wormaldia ikizdere är en nattsländeart som beskrevs av Füsun Sipahiler 2000. Wormaldia ikizdere ingår i släktet Wormaldia och familjen stengömmenattsländor. Inga underarter finns listade i Catalogue of Life.